# Геништа, Иосиф Иосифович
Иосиф Иосифович Ге́ништа (также Joseph и О́сип О́сипович Е́ништа; 13 [24] ноября 1795, Москва ― 25 июля [6 августа] 1853, Москва) ― российский композитор, дирижёр и пианист.

## Биография
Иосиф Геништа родился в Басманном районе Москвы в семье музыканта чешского происхождения, капельмейстера князей Куракиных, Иосифа Францевича Геништы (1750―1811) и его жены пианистки Анны Ивановны (? — после 1812). Воспитывался в Благородном пансионе при Московском университете. Учился игре на фортепиано и композиции у И. В. Гесслера, и к началу 1820-х гг. уже был известен как хороший пианист и талантливый, высокообразованный композитор. 
Геништа активно пропагандировал музыку композиторов-классиков, в особенности Людвига ван Бетховена. Как пианист сотрудничал и выступал с Дж. Филдом, М. Шимановской, И. Шуппанцигом, Ф. Ф. Гардорфом, Г. Ниссен-Саломан. С участием Геништы в России впервые были исполнены фортепианные концерты, оркестровые и камерные сочинения Бетховена. В 1827 году И. И. Геништа путешествовал по Европе и в апреле 1828 года совместно с Ф. Ф. Гардорфом организовал в Москве два камерных концерта, где исполнялась музыка Бетховена и Моцарта. На одном из этих концертов мог присутствовать М. Ю. Лермонтов. 
С ранних лет Геништа занимался педагогической деятельностью, наиболее известным его учеником является А.Л. Гурилёв. Особенно близок был с семьями Трубецких и Веневитиновых. В 1819 году в усадьбе Трубецких Знаменское-Садки познакомился с будущим историком и славянофилом М. П. Погодиным, дружеские отношения с которым сохранил на протяжении всей жизни. Вплоть до своей смерти в 1853 году Геништа был заметной фигурой в музыкальной жизни Москвы.
Сочинения Геништы охватывают широкий круг жанров, однако при жизни он был известен прежде всего как автор романсов, в том числе элегии «Погасло дневное светило», написанной на стихи А. С. Пушкина. В 1826 романс был исполнен З. А. Волконской в своём московском салоне на Тверской улице в присутствии самого поэта. Другой романс Геништы, «Младый Рогер свой острый меч берёт» на стихи В. А. Жуковского, стал одним из первых в жанре героического «рыцарского» романса, широко распространившегося в русской музыке в первой половине XIX века. Писал Геништа романсы и на стихи М. Ю. Лермонтова, Ф. Шиллера, В. Гюго, М. Деборд-Вальмор, В.Г. Бенедиктова, А.В. Кольцова, И.И. Козлова, И.С. Аксакова, В.Л. Пушкина, Е.П. Ростопчиной, Н.Д. Иванчина-Писарева. Глинка в своей переписке упоминает, что Геништа имел солидную музыкальную библиотеку

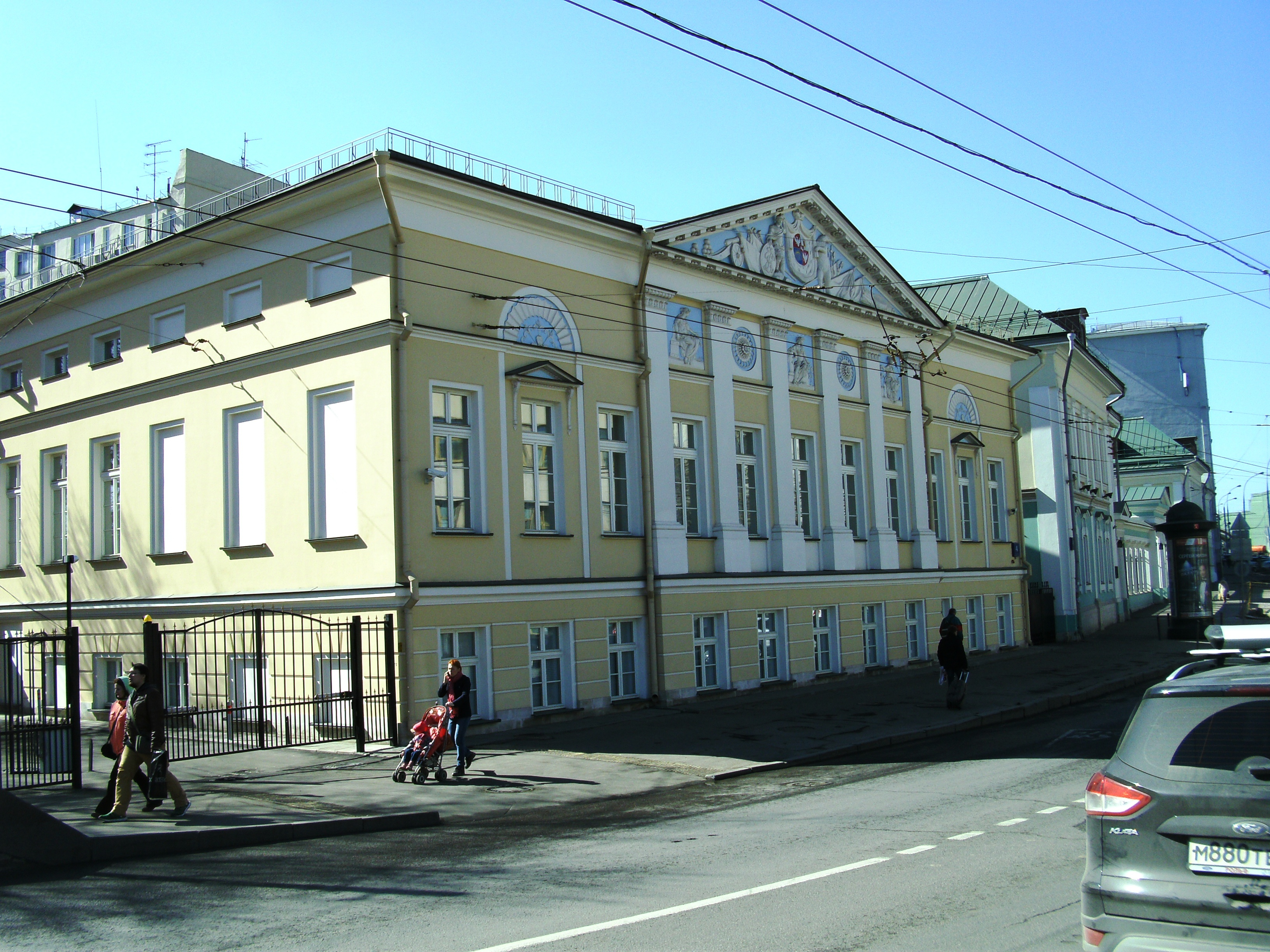
Главный дом городской усадьбы Куракиных на Новой Басманной, в которой прошло детство Геништы
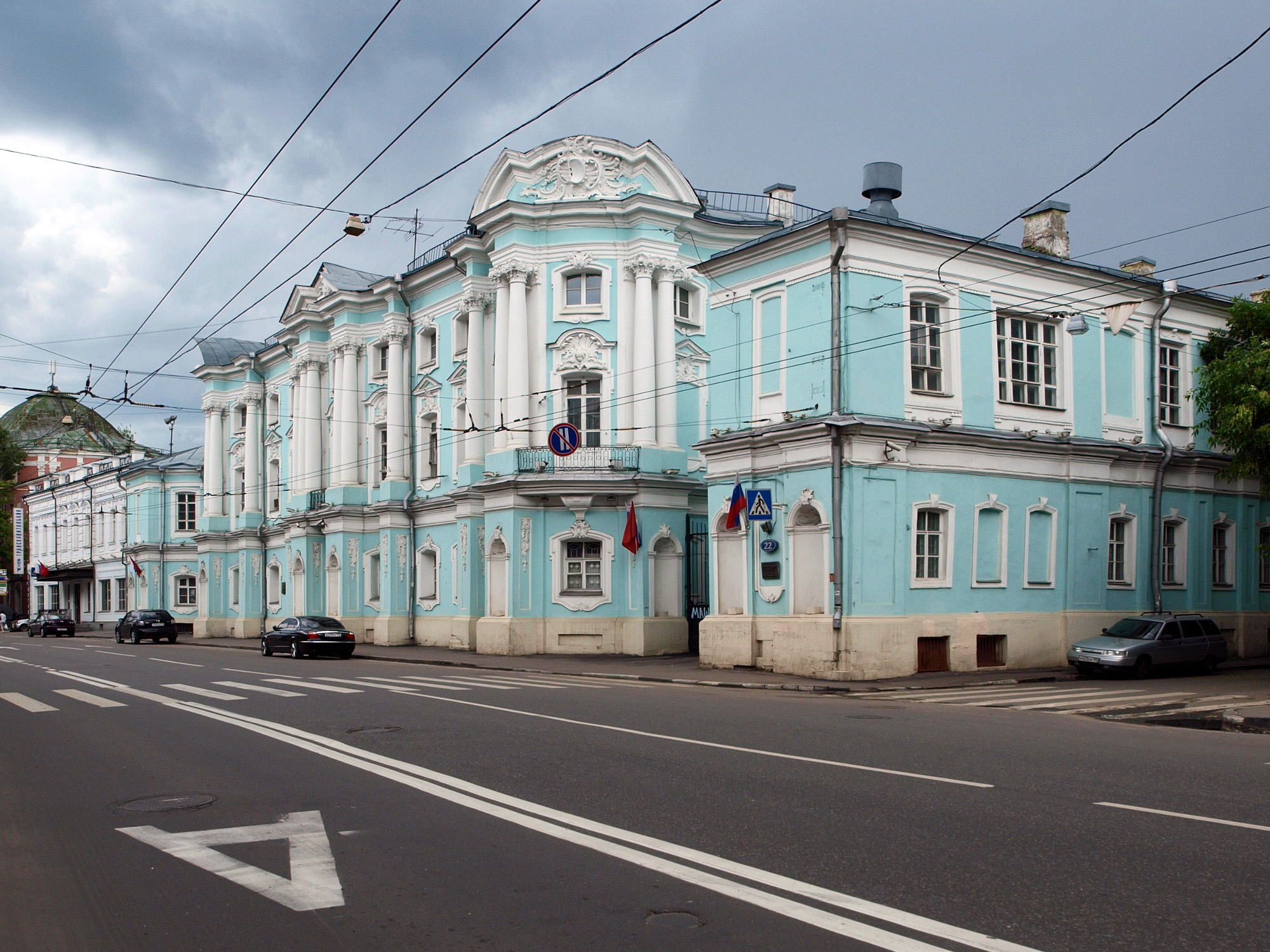
Дом Апраксиных — Трубецких на Покровке, в котором жил Геништа в 1820-1830-е гг.
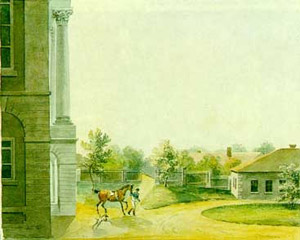
Усадьба Знаменское-Садки в 1820-е гг., в которой жил Геништа в 1820-1830-е гг. и познакомился с М.П. Погодиным
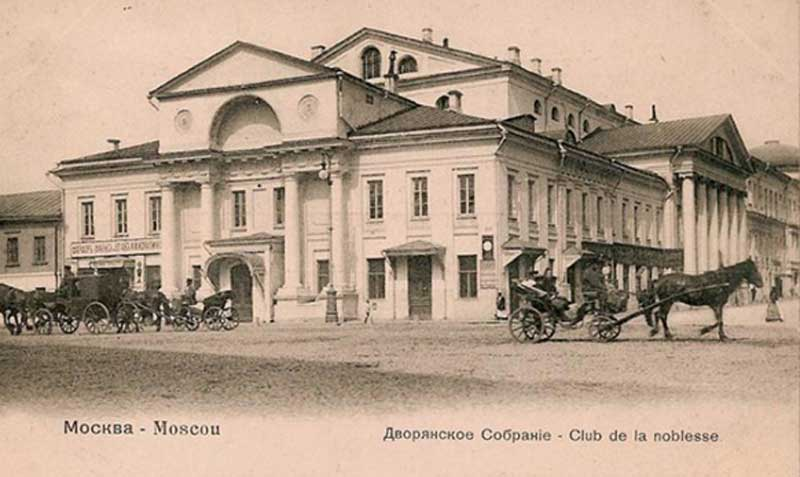
Здание Московского Благородного собрания, в котором неоднократно выступал Геништа
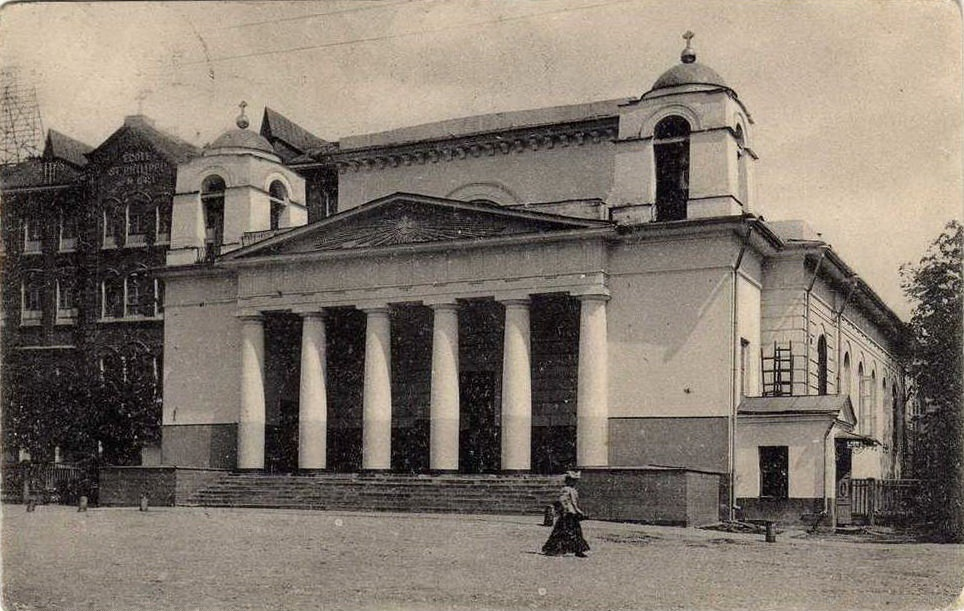
Храм Святого Людовика Французского на Малой Лубянке, в котором Геништа руководил Немецким хоровым обществом в 1840-е гг.

Инструментальные произведения композитора включают в себя ряд композиций для виолончели (три сонаты, ноктюрны, вариации и др.), два струнных квартета, секстет для струнных и фортепиано, а также две фортепианные сонаты, в том числе сонату f-moll, высоко оценённую Р. Шуманом. Геништа также написал музыку к нескольким водевилям, шедшим в 1820―30-е годы на сценах театров Москвы и Петербурга (в том числе в соавторстве с А. Н. Верстовским, М. Ю. Виельгорским, Н. Е. Кубиштой, Л. В. Маурером, А .А. Алябьевым, Ф. Е. Шольцем, Ф. П. Никола).
Иосиф Иосифович Геништа умер 25 июля (6 августа) 1853 года в родном городе и был похоронен на Введенском кладбище (10 уч.).

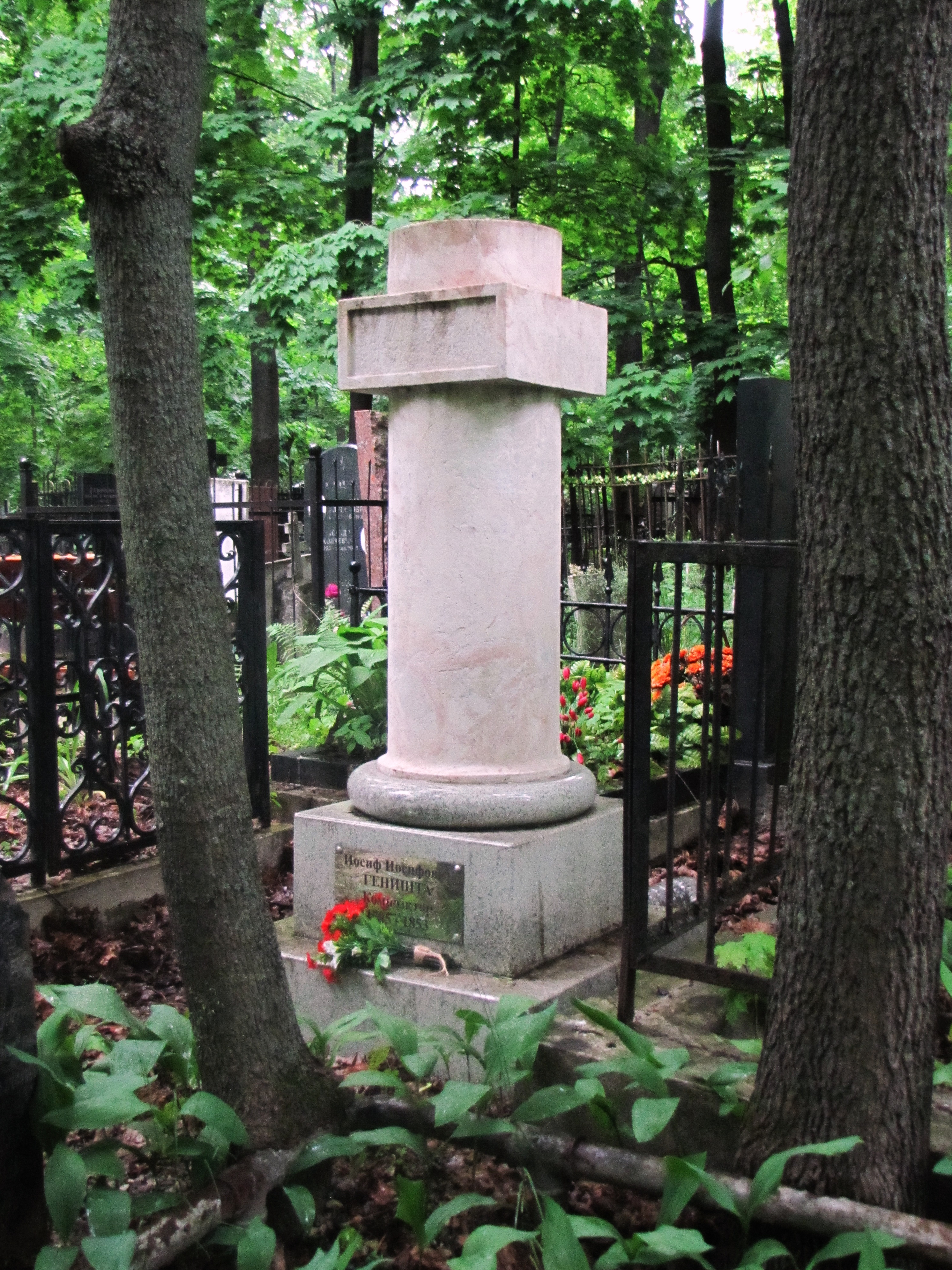
Могила И. И. Геништы на Введенском кладбище в Москве.

## Семья
- Отец ― Иосиф Францевич Геништа (1750 ― 13.03.1812). Похоронен на Введенском кладбище.
- Мать ― Анна Ивановна Геништа (? ― после 1812);
- Брат ― Александр Иосифович (1799 ― 27.10.1832), музыкант. Похоронен на Введенском кладбище.
- Сестра ― Елизавета Иосифовна (1798 ― ок. 1855). Супруг ― коллежский асессор (1830) Никита Францевич Даль (1793―01.05.1844). 
  - Их дети ― Лидия, Зинаида, Агния, Анна, Алексей, Ипполит, Иосиф (1816―1840), Раиса, Валерий, Владимир, Адель, Иван, Виктор, Федор.
- Сестра ― Мария Иосифовна Геништа (1800―1849), похоронена на Введенском кладбище.
- Брат ― Карл Иосифович Геништа (1800 ― между 1849 и 1855), музыкальный педагог в Благородном пансионе при Московском университете (1824―1831), Московском Воспитательном доме (1828―1838); коллежский асессор (с 1844). Преподавал игру на скрипке М. Ю. Лермонтову. Супруга (с 1829) – дочь статского советника Елизавета Ивановна Петровская (1812–1878).
  - Их дети ― Варвара (1830―1859), Иван (1832―1878) ― отец Николая и Владимира Геништы, Иосиф (1839―1859), Василий, Владимир (1843―1881), Анна, Наталья (1845―1886), Софья (1846 — после 1917), Николай (1848—?), Ольга.

Иосиф Иосифович Геништа не был женат и не имел детей.

## Основные произведения
- op. 1 — Вариации для фортепиано g-moll (ок. 1818)
- op. 2 — Экзерсисы для фортепиано
- op. 3 — "Solo", секстет для фортепиано, двух скрипок, альта, виолончели и контрабаса (ок. 1820)
- op. 4 — Элегия "Погасло дневное светило" для голоса и фортепиано на стихи А. С. Пушкина (1825)
- op. 5 — Вариации на тему "Rule, Britannia" для виолончели и фортепиано
- op. 6 — Соната для виолончели и фортепиано [№1] c-moll (опубл. 1833)
- op. 7 — Соната для виолончели (или скрипки) и фортепиано [№2] A-dur (опубл. 1835)
- op. 8 — Две пьесы для фортепиано (опубл. 1838)
- op. 9 — Соната для фортепиано [№1] f-moll (опубл. 1838)
- op. 10 — Три ноктюрна для виолончели и фортепиано (опубл. 1840)
- op. 12 — Соната для фортепиано [№2] C-dur (опубл. 1844)
- op. 13 — Соната для виолончели и фортепиано [№3] D-dur (опубл. 1847)
- op. 14 — Фантазия для фортепиано g-moll (опубл. 1847)

### Произведения без опуса
Оперы-водевили
- Бальдонские воды (в соавторстве с И. Рейнгардтом) (1825)
- Опыт артистов, или Авось удастся (в соавторстве с А. Н. Верстовским и М. Ю. Виельгорским) (1825)
- Сюрприз (1829)
- Старый гусар, или Пажи Фридриха II (в соавторстве с Л. В. Маурером, А. А. Алябьевым, Ф. Е. Шольцем и Ф. П. Никола) (1831)

Музыка к драматическим спектаклям
- Экспромт в Иславском (1825)
- Пебло, прекрасный садовник Валенсии (увертюра) (1831)

Камерная музыка
- Струнный квартет H-dur

Пьесы для фортепиано
- Танцевальные пьесы для фортепиано (марш, вальс, экосез)
- Похоронный марш на смерть сына князя Хованского

Вокальные сочинения
- Монолог Иоанны д'Арк для сопрано и симфонического оркестра
- Русская песня "Во поле дороженька пролегала" с вариациями для голоса и фортепиано (ок. 1833)
- Романсы и песни для голоса с фортепиано, в том числе:
  - Черкесская песня (1821, на стихи А. С. Пушкина)
  - Поблекшая роза (ок. 1821, на стихи неизвестного автора)
  - Младый Рогер свой острый меч берёт... (опубл. 1824, на стихи Т. Кёрнера в переводе В. А. Жуковского)
  - Чёрная шаль (1823, на стихи А. С. Пушкина)
  - Россия! Ты была и жертва, и свидетель... (1824, на стихи Н. Д. Иванчина-Писарева)
  - Не пеняй, что я с тобою... (1824, на стихи В. Л. Пушкина)
  - Моя молитва (на стихи Д. В. Веневитинова)
  - Поликратов перстень (на стихи Ф. Шиллера)
  - Ода к радости (на стихи Ф. Шиллера)
  - Достоинства женщины (на стихи Ф. Шиллера)
  - Водолаз (на стихи Ф. Шиллера)
  - Баюшки-баю (ок. 1828, на стихи неизвестного автора)
  - Утёс (1836, на стихи В. Г. Бенедиктова)
  - Шесть французских мелодий (1835–1842, на стихи В. Гюго, К. Делавиня и М. Деборд-Вальмор)
  - Куплеты (1840, на стихи С. П. Шевырёва)
  - Я, Матерь Божия... (на стихи М. Ю. Лермонтова)
  - Молитва (на стихи М. Ю. Лермонтова)
  - Казачья колыбельная песня (на стихи М. Ю. Лермонтова)
  - О чём, скажи, твоё стенанье... (на стихи А. С. Хомякова)
  - Цветок (на стихи Е. П. Ростопчиной)
  - Вопросом дерзким не пытай... (на стихи И. С. Аксакова)
  - Под тенью ветвистой берёзы... (1846, на стихи неизвестного автора)
  - Тучки (1848, на стихи М. Ю. Лермонтова)
  - Бессонница (1848, на стихи И. И. Козлова)
  - Последняя борьба (1848, на стихи А. В. Кольцова)
  - Как обман, как упоенье... (1848, на стихи неизвестного автора)
  - Лесной староста (1852, на стихи А. В. Кольцова)
- Песни для хора с фортепиано:
  - Вдоль по улице метелица метёт... (1837, на стихи Д. П. Глебова)
  - Степь (1840, на стихи В. Г. Бенедиктова)